# The Beatles (album)
The Beatles (imenovan tudi The White Album – Beli album) je deveti studijski album skupine The Beatles, izdan 22. novembra 1968 pri založbi Apple. Večina skladb z albuma je bila napisana v marcu in aprilu 1968, ko so bili člani skupine na transcendentalni meditaciji v Rišikešu v Indiji. Ta dvojni album vsebuje 30 skladb. 25 jih je napisal dvojec Lennon–McCartney, 4 skladbe so delo Harrisona, eno pa je napisal tudi Starr.
Uredniki revije Rolling Stone so The Beatles uvrstili na 10. mesto svoje lestvice petstotih najboljših albumov vseh časov.

## Seznam skladb
Vse pesmi je napisal in uglasbil dvojec Lennon–McCartney, razen kjer je posebej označeno.
| Stran 1 | Stran 1                                          | Stran 1 |
| Št.     | Naslov                                           | Dolžina |
| ------- | ------------------------------------------------ | ------- |
| 1.      | „Back in the U.S.S.R.‟                           | 2:43    |
| 2.      | „Dear Prudence‟                                  | 3:56    |
| 3.      | „Glass Onion‟                                    | 2:17    |
| 4.      | „Ob-La-Di, Ob-La-Da‟                             | 3:08    |
| 5.      | „Wild Honey Pie‟                                 | 0:52    |
| 6.      | „The Continuing Story of Bungalow Bill‟          | 3:14    |
| 7.      | „While My Guitar Gently Weeps‟ (George Harrison) | 4:45    |
| 8.      | „Happiness Is a Warm Gun‟                        | 2:43    |

| Stran 2 | Stran 2                              | Stran 2 |
| Št.     | Naslov                               | Dolžina |
| ------- | ------------------------------------ | ------- |
| 9.      | „Martha My Dear‟                     | 2:28    |
| 10.     | „I'm So Tired‟                       | 2:03    |
| 11.     | „Blackbird‟                          | 2:18    |
| 12.     | „Piggies‟ (George Harrison)          | 2:04    |
| 13.     | „Rocky Raccoon‟                      | 3:33    |
| 14.     | „Don't Pass Me By‟ (Richard Starkey) | 3:51    |
| 15.     | „Why Don't We Do It in the Road?‟    | 1:41    |
| 16.     | „I Will‟                             | 1:46    |
| 17.     | „Julia‟                              | 2:54    |

| Stran 3 | Stran 3                                                     | Stran 3 |
| Št.     | Naslov                                                      | Dolžina |
| ------- | ----------------------------------------------------------- | ------- |
| 1.      | „Birthday‟                                                  | 2:42    |
| 2.      | „Yer Blues‟                                                 | 4:01    |
| 3.      | „Mother Nature's Son‟                                       | 2:48    |
| 4.      | „Everybody's Got Something to Hide Except Me and My Monkey‟ | 2:24    |
| 5.      | „Sexy Sadie‟                                                | 3:15    |
| 6.      | „Helter Skelter‟                                            | 4:29    |
| 7.      | „Long, Long, Long‟ (George Harrison)                        | 3:04    |

| Stran 4 | Stran 4                           | Stran 4 |
| Št.     | Naslov                            | Dolžina |
| ------- | --------------------------------- | ------- |
| 8.      | „Revolution 1‟                    | 4:15    |
| 9.      | „Honey Pie‟                       | 2:41    |
| 10.     | „Savoy Truffle‟ (George Harrison) | 2:54    |
| 11.     | „Cry Baby Cry‟                    | 3:02    |
| 12.     | „Revolution 9‟                    | 8:22    |
| 13.     | „Good Night‟                      | 3:13    |

## Zasedba

### The Beatles
- John Lennon – vokal, kitara, bas kitara, klaviature, tolkala, saksofon, klavir, orglice
- Paul McCartney – vokal, bas kitara, kitara, klavir, klaviature, tolkala, bobni, krilni rog
- George Harrison – vokal, kitara, bas kitara, tolkala, klaviature
- Ringo Starr – bobni, tolkala, vokal, klavir

### Glasbeni gostje
- Eric Clapton – solo kitara pri »While My Guitar Gently Weeps«
- Mal Evans – spremljevalni vokal pri »Dear Prudence«, trobenta pri »Helter Skelter«
- Jack Fallon – violina pri »Don't Pass Me By«
- Pattie Harrison – spremljevalni vokal pri »Birthday«
- Jackie Lomax – spremljevalni vokal pri »Dear Prudence«
- Maureen Starkey – spremljevalni vokal pri »The Continuing Story of Bungalow Bill«
- Yoko Ono – vokal pri »The Continuing Story of Bungalow Bill«, spremljevalni vokal pri »Birthday«, govor pri »Revolution 9«

### Studijski glasbeniki
- Ted Barker – trombon pri »Martha My Dear«
- Leon Calvert – trobenta in krilni rog pri »Martha My Dear«
- Henry Datyner, Eric Bowie, Norman Lederman in Ronald Thomas – violina pri »Glass Onion«
- Bernard Miller, Dennis McConnell, Lou Soufier in Lnes Maddox – violina pri »Martha My Dear«
- Reginald Kilby – violončelo pri »Glass Onion« in pri »Martha My Dear«
- Eldon Fox – violončelo pri »Glass Onion«
- Frederick Alexander – violončelo pri »Martha My Dear«
- Harry Klein – saksofon pri »Savoy Truffle« in pri »Honey Pie«
- Dennis Walton, Ronald Chamberlain, Jim Chest in Rex Morris – saksofon pri »Honey Pie«
- Raymond Newman in David Smith – klarinet pri »Honey Pie«
- Art Ellefson, Danny Moss in Derek Collins – tenor saksofon pri »Savoy Truffle«
- Ronnie Ross in Bernard George – bariton saksofon pri »Savoy Truffle«
- Alf Reece – tuba pri »Martha My Dear«
- The Mike Sammes Singers – spremljevalni vokali pri »Good Night«
- Stanley Reynolds in Ronnie Hughes – trobenta pri »Martha My Dear«
- Chris Shepard – gosli pri »The Continuing Story of Bungalow Bill«
- Tony Tunstall – rog pri »Martha My Dear«
- John Underwood in Keith Cummings – viola pri »Glass Onion«
- Leo Birnbaum in Henry Myerscough – viola pri »Martha My Dear«